# Dejeanova fontána
Dejeanova fontána (francouzsky Fontaine Dejean) je fontána v Paříži.

## Umístění
Kašna se nachází v 11. obvodu na náměstí Place Pasdeloup poblíž Cirque d'hiver.

## Historie
Fontána byla postavena v roce 1906. Jejím autorem je architekt Camille Formigé, sochařskou výzdobu provedl Charles-Louis Malric. Fontána byla součástí plánu na zřízení 12 kašen pro poskytování pitné vody pro obyvatele, který vymyslel architekt François Eugène Dejean (1821-1893), byla však realizována pouze tato kašna.

## Popis
Kašna má osmiboký podstavec, na kterém jsou v polovině umístěny dvě nádržky ve tvaru lastury, do kterých stéká malé množství vody z chrličů ve tvaru delfínů. Nad nimi je medailon a dedikační nápis dárci F. E. Dejeanovi. Na špici sedí pelikán.